# 국도 제340호선 (인도)
국도 제340호선(National Highway 340)은 안드라프라데시주의 카다파와 마다나팔레-벵갈루루 간선도로의 마다나팔레를 사이에 이어주는 총 연장 253km의 거리를 가진 인도의 일반 국도이다. 그러나 해당 국도는 본시부터 인도의 주도에서 운영되었던 본디의 도로를 국도로 승격시키는 형태를 가질 정도로, 지금과 같은 간선도로로 이루어져 있다.

## 주요 경유지
해당 국도는 카다파에서 출발하여, 친나만뎀, 구람콘다, 마다나팔레까지 이어준다. 다만 해당 도로는 벵갈루루와도 직접 이어주게 되며, 총 연장은 253km(157마일)이다.